# Allière
Pour l’article ayant un titre homophone, voir Allières.
L'Allière est une rivière française du département du Calvados, en Normandie, et un affluent droit du fleuve la Vire.

## Géographie
L'Allière prend sa source en limite des communes d'Estry et du Theil-Bocage prenant un cours d'orientation est-ouest qu'elle garde jusqu'à sa confluence. Elle se joint aux eaux de la Vire, à Vire après un parcours de 18,2 km à travers le Bocage virois.

### Communes et cantons traversés
- Le Theil-Bocage (source et en limite nord), Estry (source et essentiellement en limite sud), Pierres (en limite nord), Presles, Burcy, Vaudry, Vire (confluent avec la Vire)

### Bassin versant
L'Allière traverse deux zones hydrographiques « L'Allière du confluent de la rivière du Maine (inclus) au confluent de la Vire » (I414) de 74 km2 de superficie et accessoirement de « l'Allière de sa source au confluent de la rivière du Maine (exclus) » (I413) de 36 km2 de superficie inclus dans la précédente.
Le bassin versant de l'Allière est voisin du bassin direct de la Vire et de quelques-uns de ses petits affluents à l'ouest, et de la Souleuvre, autre affluent de la Vire au nord. L'est et le sud sont limitrophes du bassin de l'Orne par ses sous-affluents la Druance (à l'est) et la Diane (au sud).
Les eaux de la partie sud du bassin sont collectées par le principal affluent, la rivière du Maine (9,9 km) qui conflue à gauche en limite des territoires de Vaudry et Burcy. Les autres affluents sont de longueur inférieure à 3 km.

### Organisme gestionnaire
L'organisme gestionnaire est le SMVV ou Syndicat mixte du Val de Vire, sis à Saint-Lô.

## Affluents
L'Allière a deux affluents référencés :
- le ruisseau des Prés Carreaux (rg[note 1]), 2,4 km, sur la seule commune du Theil-Boacge.
- la Rivière du Maine  (rg), qui s'appelle aussi ruisseau du Chenedolle et ruisseau de Pouraison, 9,9 km, sur les cinq communes  de Pierres, Vaudry, Burcy, Viessoix, Chenedolle avec un affluent :
  - le ruisseau du Bois de Pirier (rg), 2,4 km, sur la seule commune de Viessoix.

### Rang de Strahler
Donc le rang de Strahler de l'Allière est de trois.

## Aménagements et écologie

### Vallée de l'Allière
- Église Notre-Dame de Burcy.
- Château du Pont de Vaudry.
- Château de la Herbellière à Vaudry.